# Nîjnea Lanna, Karlivka
Nîjnea Lanna (în ucraineană Нижня Ланна) este o comună în raionul Karlivka, regiunea Poltava, Ucraina, formată numai din satul de reședință.

## Demografie
Componența lingvistică a comunei Nîjnea Lanna
     Ucraineană (95,81%)
     Rusă (3,04%)
     Alte limbi (1,04%)
Conform recensământului din 2001, majoritatea populației comunei Nîjnea Lanna era vorbitoare de ucraineană (95,81%), existând în minoritate și vorbitori de rusă (3,04%).